# Traité d'Oliva
Le traité d'Oliva, (ou paix d'Oliva ; en allemand : Vertrag von Oliva, en polonais : pokój oliwski, en suédois : Freden i Oliva) est un traité de paix signé à l'abbaye d'Oliwa (écrit aussi Oliva) près de Dantzig (Gdańsk) en Prusse royale le 3 mai 1660. Il termine la première guerre du Nord entre les Vasa de Suède et ceux de Pologne, l'électeur de Brandebourg et l'empereur du Saint-Empire.

## Signataires
Les signataires furent l'empereur Léopold Ier, l'électeur Frédéric-Guillaume de Brandebourg-Prusse, le régent de Suède Magnus Gabriel De la Gardie et le roi Jean II Casimir de Pologne. La plaque de commémoration indique PACIS OLIVIENSIS AD GEDANUM IN PRVSSIA.

## Décisions du traité
Par ce traité, Jean II Casimir renonce à réclamer le trône de Suède, que son père Sigismond III Vasa avait perdu en 1599. La Pologne cède à la Suède la Livonie et Rīga, lesquelles sont sous contrôle suédois depuis 1620. Le traité régla le conflit entre la Suède et la Pologne depuis la guerre contre Sigismund (1598-1599), la guerre polono-suédoise (1600-1629) et les guerres du Nord (1655-1660).
Le traité d'Oliva ratifie celui de Bromberg : la dynastie Hohenzollern de Brandenbourg était confirmée sur le duché de Prusse ; auparavant, elle régnait sur un fief en Pologne. En cas de fin de la dynastie Hohenzollern en Prusse, le territoire revenait à la Pologne, mais cette clause expira en 1700.
Le traité fut achevé par un diplomate brandebourgeois, Christoph Caspar von Blumenthal, dont c'était la première mission diplomatique, François-Paul de Lisola, représentant de Léopold Ier, empereur du Saint-Empire et Maximilien de Fiennes, comte de Lumbres, maréchal de camp et ambassadeur de France en Pologne.
Le traité d'Oliva et le traité de Copenhague signés la même année marquèrent l'apogée de l'Empire suédois.